# فيزيائية (فلسفة)
الفيزيائية أو الفِيزِيقَانِيَّةُ أو النظرية الفيزيائية أو المذهب الفيزيائي (بالإنجليزية: Physicalism) في الفلسفة، هي الأطروحة الميتافيزيقية القائلة بأن «كل شيء فيزيائي»، وأنه «لا يوجد شيء فوق» فيزيائي، أو أن كل شيء تابع فيزيائي. الفيزيائية هي شكل من أشكال الأحادية الوجودية؛ والتي هي وجهة نظر مادة واحدة لطبيعة الواقع بدلاً من وجهة نظر مادتين (ثنائية العقل والجسد) أو وجهة النظر التي تسمى (التعددية). أجري نقاش للتفريق بين مصطلح "الفيزيائي" ومعنى مصطلح "الفيزيائية".
ترتبط الفيزيائية ارتباطًا وثيقًا بالمادية، وقد تطورت من المادية مع التقدم في العلوم الفيزيائية في تفسير الظواهر المرصودة. غالبًا ما يستخدم مصطلحي "الفيزيائية" و"المادية" بالتبادل، ولكن يمكن التمييز بينهما بناءً على آثارهما الفلسفية. تشمل الفيزيائية المادة، ولكن أيضًا الطاقة والقوانين الفيزيائية والفضاء والزمان والبنية والعمليات الفيزيائية والمعلومات والحالة والقوى، من بين أشياء أخرى، كما تصفها الفيزياء والعلوم الأخرى، كجزء من المادي/الفيزيائي بالمعنى الأحادي. من وجهة نظر فيزيائية، حتى المفاهيم المجردة مثل الرياضيات والأخلاق والوعي والقصدية والمعنى تعتبر كيانات مادية/فيزيائية، على الرغم من أنها قد تتكون من كائن وجودي كبير وبنية معقدة سببيًا.
وفقًا لمسح أجري عام 2009، فإن الفيزيائية هي وجهة نظر الأغلبية بين الفلاسفة، ولكن لا تزال هناك معارضة كبيرة للفيزيائية. استخدمت اللدونة العصبية كحجة لدعم وجهة نظر معارضة للفيزيائية. حجة الزومبي الفلسفية هي محاولة أخرى لتحدي الفيزيائية.
خارج الفلسفة، يمكن أن تشير الفيزيائية أيضًا إلى التفضيل أو وجهة النظر القائلة بأن الفيزياء ينبغي اعتبارها الطريقة الأفضل والوحيدة لتقديم الحقيقة حول العالم أو الواقع.

## تعريف الفيزيائية
قُدمت كلمة فيزيائية إلى المجتمع الفلسفي في ثلاثينيات القرن الماضي من قبل أوتو نيوراث ورودلف كارناب.
يُعد استخدام الفيزياء في الفيزيائية مفهومًا فلسفيًا ويمكن تمييزه عن التعريفات المغايرة الموجودة في الأدبيات (على سبيل المثال حدد كارل بوبر اقتراحًا فيزيائيًا يمكن دحضه على الأقل في النظرية من خلال الملاحظات). قد تكون «الخاصية الفيزيائية»، في هذا السياق، توليفة ميتافيزيقية أو منطقية من الخصائص التي تكون فيزيائية في المعنى العادي. من الشائع طرح فكرة التوليفة الميتافيزيقية أو المنطقية من الخصائص باستخدام فكرة التابعية: إذا كانت خاصية أ تتبع خاصية ب فأي تغيير في الخاصية أ يؤدي بالضرورة لتغير في الخاصية ب. بما أن التغير في توليفة خصائص معينة يجب أن يتألف من تغير في خاصية مكونة واحدة على الأقل، نرى أن التوليفة تتبع بالضرورة الخصائص المفردة. يقترح الفيزيائيون عادةً، حول نقطة هذا التمدد، وجود مفاهيم تجريدية مختلفة غير فيزيائية في المعنى العام للعالم، لذا لا يمكن تعريف الفيزيائية بطريقة تدحض هذه التجريدات. وكذلك، فإن الفيزيائية المُعرفة بمعنى التابعية لا تتضمن أن كل الخصائص في العالم الحقيقي هي من النوع المثالي بالنسبة للخصائص الفيزيائية. لهذا، فهي متوافقة مع التحقيقية المتعددة.
من فكرة التابعية، نرى أنه، على افتراض أن الخصائص العقلية والاجتماعية والبيولوجية تتبع الخواص الفيزيائية، يستتبع ذلك أن عالمين افتراضيين لا يمكن أن يكونا متطابقين في خواصهما الفيزيائية ولكنهما يختلفان في خواصهما العقلية أو الاجتماعية أو البيولوجية.
هناك مقاربتان شائعتان لتعريف الفيزيائية هي المقاربة المبنية على النظرية والمقاربة المبنية على الجسم. يقترح المفهوم المبني على النظرية أنه: «تكون الخاصية فيزيائية إذا وفقط إذا كانت نوعًا من الخاصية الذي تخبرنا عنه النظرية الفيزيائية وغير ذلك تكون خاصية تتبع بشكل ميتافيزيقي (أو منطقي) نوع الخاصية الذي تخبرنا عنه النظرية الفيزيائية». بطريقة مماثلة، يدعي المفهوم المبني على الجسم أنه: «تكون الخاصية فيزيائية إذا وفقط إذا كانت نوعًا من الخاصية التي تتطلب اعتبارًا كاملًا للطبيعة الجوهرية للأجسام الفيزيائية النموذجية ومكوناتها وغير ذلك تكون خاصية تتبع بشكل ميتافيزيقي (أو منطقي) لنوع الخاصية التي تتطلب اعتبارًا كاملًا للطبيعة الجوهرية للأجسام الفيزيائية النموذجية ومكوناتها».
اختار الفيزيائيون تقليديًا توصيفًا قائمًا على النظرية للفيزياء سواءً من  ناحية الفيزياء المعاصرة أو فيزياء المستقبل (المثالية). يمثل هذان المفهومان المرتكزان على النظرية الفيزيائية، قرني معضلة هيمبل (سميت باسم الفيلسوف الراحل للعلوم والتجريبي المنطقي كارل غوستاف هيمبل): حجة ضد الفهم القائم على النظرية للفيزيائية. تقول معضلة هيمبل، تقريبًا، أنه إذا حددنا الفيزيائية بالرجوع إلى الفيزياء الحالية، من المحتمل أن تكون الفيزيائية خاطئة، إذ من المحتمل جدًا (عن طريق الاستقراء الفوقي المتشائم) أن معظم الفيزياء الحالية غير صحيح. ولكن إذا قمنا بدلًا من ذلك بتعريف الفيزياء من ناحية المستقبل (المثالي) أو الفيزياء الكاملة، فإن الفيزيائية تكون غامضة أو غير محددة بشكل ميؤوس منه.
بينما تبقى قوة معضلة هيمبل ضد الفهم القائم على النظرية للفيزيائية متنازعًا عليها، اقتُرحت مفاهيم مغايرة غير قائمة على النظرية لتفسير الفيزيائية. حاجج فرانك جاكسون، على سبيل المثال، لصالح المفهوم القائم على الجسم المذكور سابقًا لتفسير الفيزيائية. هناك اعتراض على هذا الاتقراح لاحظه جاكسون بنفسه عام 1998 وهو أنه إذا تبين أن الروحية الشاملة أو الروحية الأصلية المعممة صحيحة، عندها يعطي الفهم غير المادي للفيزيائية نتيجةً غير متوقعة وهي أن الفيزيائية، رغم ذلك، صحيحة أيضًا بما أن الخصائص ستظهر في اعتبار شامل للأمثلة النموذجية للفيزيائية.

### تعاريف الفيزيائية القائمة على التابعية
باعتماد اعتبار قائم على التابعية للفيزيائية، يمكن كشف تعريف الفيزيائية التي تقول أن كل خاصية هي خاصية فيزيائية من خلال:
- 1) تكون الفيزيائية صحيحة في عالم محتمل ع إذا وفقط إذا وجد أي عالم يكون مكرر فيزيائيًا لـ ع ويكون أيضًا مكرر لـ ع  ببساطة.[23] بتطبيق ذلك على العالم الحقيقي (عالمنا)، تكون العبارة رقم 1 أعلاه هو الادعاء أن الفيزيائية صحيحة في العالم إذا وفقط إذا في كل عالم محتمل تكون الخصائص الفيزيائية وقوانين العالم الحقيقي مُمثلة، تُمثل الخصائص غير الفيزيائية (بالمعنى العادي للكلمة) للعالم الحقيقي أيضًا. باستعارة مجاز من ساول كريبك، تتضمن حقيقة الفيزيائية في العالم الحقيقي أن الله عندما مثَّل أو عدَّل الخصائص الفيزيائية وقوانين العالم، يكون عمله قد انتهى وتأتي البقية آليًا. لسوء الحظ، فشلت العبارة 1 بالتقاط حتى الشرط الضروري لتصبح الفيزيائية صحيحة في عالمٍ ما ع. لرؤية ذلك، تخيل عالمًا فيه خصائص فيزيائية فقط؛ إذا كانت الفيزيائية صحية في أي عالم فهي صحيحة في هذا العالم. يمكن أن يتخيل الشخص المُكررات الفيزيائية لهذا العالم دون ان تكون هي مكررات له ببساطة؛ عوالم لا تملك ذات الخصائص الفيزيائية للعالم المُتخيل ولكن مع خصائص إضافية لتلك الخصائص. العالم الذي قد يحوي على ظهارة ظاهرية مصاحبة؛ وهي تجربة صرفة إضافية لا تتفاعل مع المكونات الفيزيائية للعالم ولا تلتزم بها (لا تتبعها).[24][25] لفهم مشكلة الظهارة الظاهرية المصاحبة يمكن تعديل البيان 1 ليحوي جملة كل ذلك أو الجَمْعية.[24][25] أو يكون مُقيدًا بالخصائص الإيجابية،[26] باعتماد هذا الاقتراح يمكننا إعادة صياغة البيان 1 ليكون كالتالي:
- 2) الفيزيائية صحيحة في عالم مُحتمل ع، إذا وفقط إذا كان أي عالم مُكررًا اختزاليًا لـ ع المادي هو مكرر لـ ع ببساطة.[23] بالتطبيق بذات الطريقة، فإن العبارة 2 هي الادعاء بأن الفيزيائية صحيحة في عالم مُحتمل إذا وفقط إذا كان أي عالم يمثل تكرارًا ماديًا لـ ع (دون أي تغييرات أخرى)، هو عبارة عن تكرار لـ ع بدون مؤهل. يسمح هذا لعالم لا يوجد فيه سوى خصائص مادية محسوبة بصفته عالمًا تكون فيه الفيزيائية صحيحة، لأن العوالم التي توجد بها بعض العناصر الإضافية ليست تكرارات فيزيائية مُختزلة من هذا العالم، كما أنها لا تمثل التكرارات المادية المُختزلة لعوالم تحتوي على بعض الخواص غير الفيزيائية التي تُحتمها الفيزيائية بشكل ميتافيزيقي.[27] ولكن بينما تتغلب العبارة 2 على مشكلة العوالم التي توجد بها بعض الأشياء الإضافية (يُشار إليها أحيانًا باسم مشكلة الظهارة ظاهرية مُصاحبة)[28] فإنها تواجه تحديًا مختلفًا: ما يُسمى بـ «مشكلة المانعات». تخيل عالمًا تكون فيه العلاقة بين الخواص الفيزيائية وغير الفيزيائية في هذا العالم (لنسمي هذا العالم ع1) أضعف قليلًا من الإلزام الميتافيزيقي، ليكون هناك نوع معين من المتداخل غير الفيزيائي (مانع) يمكن، لو وُجد في ع1، منع تمثُّل الخصائص غير الفيزيائية في ع1 من خلال تمثُّل الخصائص الفيزيائية في ع1. نظرًا لأن العبارة 2 تستبعد العوالم المكررة من ع1 والتي تحتوي أيضًا على متداخلات غير فيزيائية من خلال الاستناد إلى الاختزالية، أو شرط الكلية، فالعبارة 2 تعطي النتيجة غير الصحيحة (المزعومة) بأن الفيزيائية صحيحة في ع1. أحد الردود على هذه المشكلة هو التخلي عن العبارة 2 لصالح الاحتمال البديل المذكور سابقًا والذي تقتصر فيه صيغ الفيزيائية القائمة على التابعية على ما يسميه الفيلسوف ديفيد تشالمرز الخصائص الإيجابية. الخاصية الإيجابية هي تلك التي «إذا مُثلت في عالم ع، يُنشئ مثيل لها من قِبل الفرد المناظر في جميع العوالم التي تحتوي على ع بصفته جزءًا مناسبًا».[29] باتباع هذا الاقتراح، يمكننا صياغة الفيزيائية على النحو التالي:
- 3) الفيزيائية صحيحة في عالم ممكن ع إذا وفقط إذا كان أي عالم يمثل تكرارًا ماديًا لـ ع هو تكرار إيجابي لـ ع. في ظاهر الأمر، تبدو العبارة 3 قادرةً على معالجة كل من مشكلة الظهارة الظاهرية المُصاحبة ومشكلة المانعات. فيما يتعلق بما سبق ذكره، تعطي العبارة 3 النتيجة الصحيحة وهي أن العالم الفيزيائي البحت هو العالم الذي تكون فيه الفيزيائية صحيحة، لأن العوالم التي توجد فيها بعض الأشياء الإضافية هي تكرارات إيجابية لعالم فيزيائي بحت. فيما يتعلق بالنقطة الأخيرة، يبدو أن العبارة 3 لها عواقب أن العوالم التي توجد فيها مانعات هي عوالم تكون فيها الخصائص الإيجابية غير الفيزيائية لـ ع1 غائبة، وبالتالي لن يُحتسب ع1 بصفته عالمًا تكون فيه الفيزيائية صحيحةً.[30] يعترض دانييل ستوجلار على هذه الإجابة لمشكلة المانعات على أساس أن الخصائص غير المادية لـ ع1 لا يُنشئ لها مثيل في عالم يوجد فيه مانع، فهي ليست خصائص إيجابية بالمعنى الذي قصده تشالمرز، وهكذا فإن العبارة 3 ستحسب ع1 بصفته عالمًا تكون فيه الفيزيائية صحيحة بعد كل شيء.[31] هناك مشكلة أخرى تتعلق بالصيغ الفيزيائية القائمة على التابعية، وهي ما تُسمى «مشكلة الكائنات الضرورية». الكائن ضروري في هذا السياق هو كائن غير فيزيائي يُوجد في جميع العوالم المحتملة (على سبيل المثال ما يشير إليه التوحيديون باسم الله). يتوافق الكائن ضروري مع جميع التعاريف المقدمة، لأنه مشرف على كل شيء؛ ومع ذلك، فإنه عادةً ما يوجد بالتناقض مع فكرة أن كل شيء فيزيائي. لذلك فإن أي صيغة للفيزيائية قائمة على التابعية ستحدد في أحسن الأحوال شرطا ضروريا ولكنه غير كاف لصحة الفيزيائية.[23] ظهرت اعتراضات إضافية على التعاريف المذكورة أعلاه لتابعية الفيزيائية: يمكن للشخص أن يتخيل عالمًا بديلًا يختلف فقط بوجود جزيء أمونيوم واحد (أو خاصية فيزيائية)، ومع ذلك، بناءً على العبارة 1، قد يكون هذا العالم مختلفًا تمامًا من ناحية توزيع الخصائص العقلية.[32] علاوة على ذلك، هناك اختلافات ظهرت فيما يتعلق بالوضع الشكلي للفيزيائية؛ سواءً كانت حقيقةً ضرورية، أم أنها صحيحة فقط في عالم يتوافق مع شروط معينة (أي شروط الفيزيائية).[11]

## وصلات خارجية
- مدخل للفيزيائية، بواسطة دانيال ستولجار في موسوعة ستانفورد للفلسفة.